# Gợi dục cùng giới

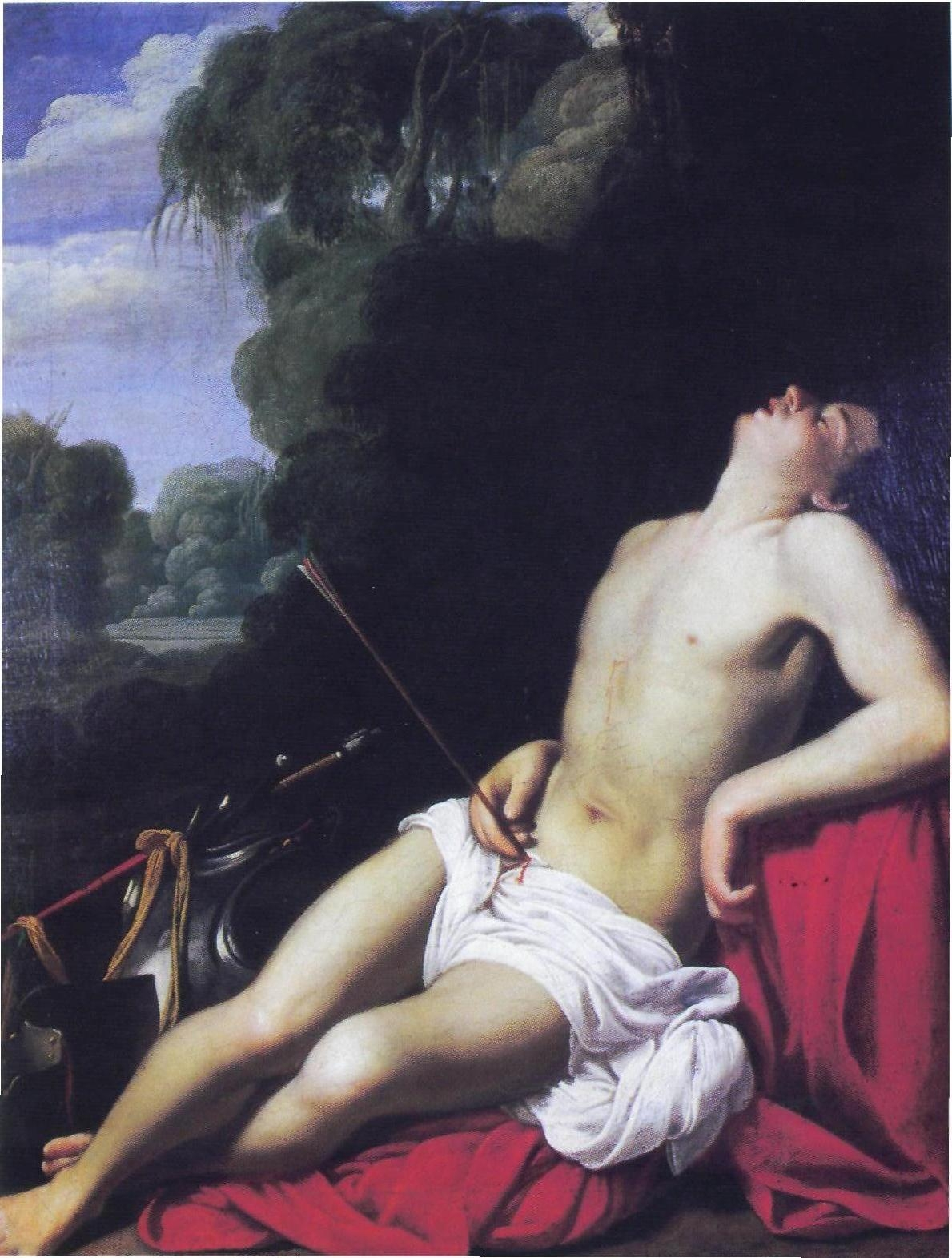
Thánh Sebastian, vẽ bởi Carlo Saraceni (1579-1620), Bảo tàng Castle, Prague. Hình ảnh Sebastian bị đâm bởi những mũi tên thường được miêu tả là có tính gợi dục cùng giới.

Gợi dục cùng giới là hấp dẫn tình dục giữa những người cùng giới tính, bất kể là nam-nam hay nữ-nữ.  Khái niệm này khác so với khái niệm đồng tính luyến ái ở chỗ nó đề cập cụ thể đến ham muốn, có thể tạm thời, trong khi “đồng tính luyến ái” chỉ một trạng thái lâu dài của bản dạng hoặc xu hướng tính dục. Đây là một khái niệm lâu đời hơn quan điểm về đồng tính luyến ái ở thế kỉ XIX, và được miêu tả hay thể hiện xuyên suốt lịch sử nghệ thuật thị giác và văn học. Khái niệm này cũng có thể được tìm thấy dưới hình thức biểu diễn; từ nhà hát đến các hoạt động có tính sân khấu của cộng đồng (ví dụ: Wandervogel và Gemeinschaft der Eigenen). Theo Từ điển Tiếng Anh Oxford: "đặc trưng xúc cảm gợi dục hướng đến một người cùng giới hoặc liên quan đến một người có tính gợi dục cùng giới.”
Hiện tượng này xuất từ rất sớm trong các tác phẩm nghệ thuật, từ thơ cổ đến kịch hiện đại. Do đó, các học giả đã phân tích bối cảnh lịch sử trong nhiều tác phẩm tiêu biểu cho gợi dục cùng giới như thần thoại cổ điển, văn học thời Phục hưng, tranh vẽ và hình vẽ trên gốm của Hy Lạp cổ đại và đồ gốm La Mã cổ đại.
Mặc dù gợi dục cùng giới trong đời sống xã hội có thể khác với gợi dục cùng giới được thể hiện trong tác phẩm nghệ thuật và biểu diễn, nhưng những cảm xúc đó có thể được lan tỏa từ nghệ thuật ra xã hội rộng lớn hơn - một số tác giả đã trích dẫn ảnh hưởng từ kinh nghiệm cá nhân của các tác giả cổ đại, chẳng hạn như Catullus, Tibullus và Propertius trong các tác phẩm thơ gợi dục cùng giới của họ.

## Tranh cãi xoay quanh phân loại và dán nhãn
Thuật ngữ “có tính gợi dục cùng giới” có vai trò quan trọng trong cách phân loại hiện đại về tình yêu và dục vọng. Cho đến giữa thế kỷ XX, khái niệm đồng tính luyến ái chưa được hệ thống hoá hoàn toàn, mặc dù quá trình này đã bắt đầu rất sớm: Tiếp nối truyền thống của Michel Foucault, các học giả như Eve Kosofsky Sedgwick và David Halperin lập luận rằng nhiều diễn ngôn công khai thời Victoria, đặc biệt là về tâm thần học và pháp lý, đã thúc đẩy việc định danh hay sáng tạo ra thuật ngữ “đồng tính” như một phân loại cá nhân riêng biệt, được củng cố bởi các công bố của những nhà tình dục học như Richard von Krafft-Ebing (1840-1902) và Havelock Ellis (1859-1939), họ cung cấp một cách giải thích gần như thiên về bệnh lý của hiện tượng này theo những thuật ngữ của những người theo bản chất luận. Cách giải thích ấy trước năm 1910 dẫn đến hàng trăm bài báo về chủ đề đồng tính ở Hà Lan, Đức, và các nơi khác. Một kết quả của nó là “đồng tính luyến ái” thường bị mô tả như thứ đã làm suy đồi người ngây thơ, với khuynh hướng thiên về hành động truỵ lạc và ấu dâm - một dự bổ sung cần thiết bởi các nhà tình dục học cuối thời Victoria và thời Edward đã lý giải sự tồn tại liên tục của “ấu dâm” trong một thế giới bỗng trở nên phong phú về “người đồng tính luyến ái.” (Kaylor, Secreted Desires (tạm dịch: Những ham muốn thầm kín), p. 33)

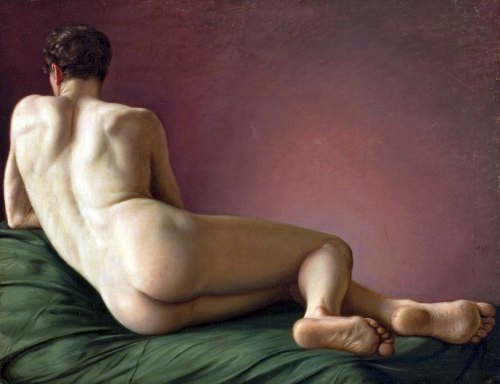
Male Nude Lying, vẽ bởi Alexsander Lesser (1837), Bảo tàng Quốc gia, Warsaw. Bức tranh được trưng bày ở một triển lãm ngắn hạn về nghệ thuật gợi dục cùng giới Ars Homo Erotica.

Mặc dù có một chuỗi phân loại hiện đại luôn thay đổi và phát triển, những người cùng giới tính thường hình thành các liên kết thân mật (phần lớn về mặt tình dục và cảm xúc) theo cách riêng của họ, nhất là ở “tình bạn lãng mạn” được lưu lại trong những lá thư và các bài viết của đàn ông và phụ nữ thế kỷ 18, 19 (xem My Dear Boy: Gay Love Letters through the Centuries biên tập bởi Rictor Norton trên tờ Gay Sunshine Press, 1998). Những tình bạn lãng mạn này có thể có hoặc không bao gồm quan hệ tình dục, và đặc trưng của chúng là sự gắn bó tình cảm một cách nồng nàn. Đó cũng là điều mà các nhà tư tưởng hiện đại cho là ẩn dụ gợi dục cùng giới.

### Phân tâm học
Sigmund Freud cho rằng “thay vì chỉ là một vấn đề với một số ít nam giới tự nhận dạng là người đồng tính hay gay, gợi dục cùng giới là một phần trong quá trình hình thành nên người đàn ông như một chủ thể con người và tác nhân xã hội. Quan điểm của Freud được đưa vào các nghiên cứu phân tâm học về Ái kỷ và Phức cảm Ơ-đíp.

### Thẩm mỹ
Luận văn “Uber die Ehe” (Về hôn nhân) được Thomas Mann viết năm 1925, trong đó ông khẳng định rằng gợi dục cùng giới có tính thẩm mỹ, còn dị tính luyến ái thì tầm thường.

## Những ví dụ điển hình trong nghệ thuật trực quan

### Nam – nam

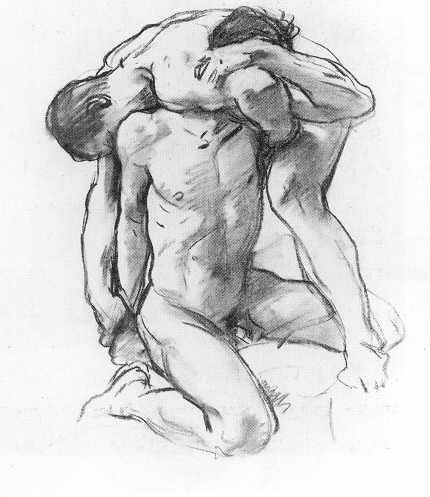
Đấu vật khỏa thân nam, của John Singer Sargent (khoảng năm 1880).

Những ví dụ về nam-nam trong mỹ thuật trực quan trải dài xuyên suốt tiến trình lịch sử: hình vẽ trên bình của Hy Lạp cổ đại, những ly rượu La Mã (Cốc Warren). Một số họa sĩ Phục Hưng Ý được cho là đồng tính, và các nhà nghiên cứu đã phát hiện ra sự tán thưởng đối với cơ thể nam giới mang tính chất gợi dục cùng giới trong tác phẩm của Leonardo da Vinci và Michelangelo. Nhiều hình ảnh gợi dục chi tiết thể hiện trong trường phái Kiểu cách và Tenebrism ở thế kỉ XVI và XVII, đặc biệt ở các họa sĩ Agnolo Bronzino, Michel Sweerts, Carlo Saraceni và Caravaggio, những tác phẩm của họ có lúc từng bị Giáo hội Công giáo chỉ trích nặng nề.
Nhiều tranh vẽ lịch sử thế kỉ XIX có các nhân vật cổ điển như Hyacinth, Ganymede và Narcissus có thể được diễn giải là có tính chất gợi dục cùng giới; tác phẩm của các họa sĩ thế kỉ 19 (như Frédéric Bazille, Hippolyte Flandrin, Théodore Géricault, Thomas Eakins, Eugène Jansson, Henry Scott Tuke, Aubrey Beardsley và Magnus Enckell); cho tới các tác phẩm hiện đại của họa sĩ mỹ thuật như Paul Cadmus và Gilbert & George. Nhiếp ảnh gia mĩ thuật như Karl Hammer, Wilhelm von Gloeden, David Hockney, Will McBride, Robert Mapplethorpe, Pierre et Gilles, Bernard Faucon, Anthony Goicolea cũng đã có những đóng góp lớn, tiêu biểu là Mapplethorpe và McBride trong việc phá vỡ các rào cản của kiểm duyệt khi trưng bày và phải đối đầu với nhiều thách thức về mặt pháp lý. James Bidgood và Arthur Tress cũng là nhà tiên phong tiêu biểu ở thập niên 1960, họ đã hoàn toàn tách nhiếp ảnh gợi dục cùng giới ra khỏi dạng tài liệu đơn thuần và đem nó tiến vào những phạm vi gần với mĩ thuật siêu thực.
Ở châu Á, gợi dục nam giới cũng bắt nguồn từ tranh shunga (xuân họa - tranh gợi dục) truyền thống, ảnh hưởng đến các nghệ sĩ Nhật Bản đương đại, như Tamotsu Yatō (nghệ sĩ nhiếp ảnh), Sadao Hasegawa (họa sĩ) và Gengoroh Tagame (họa sĩ truyện tranh).

### Nữ – nữ

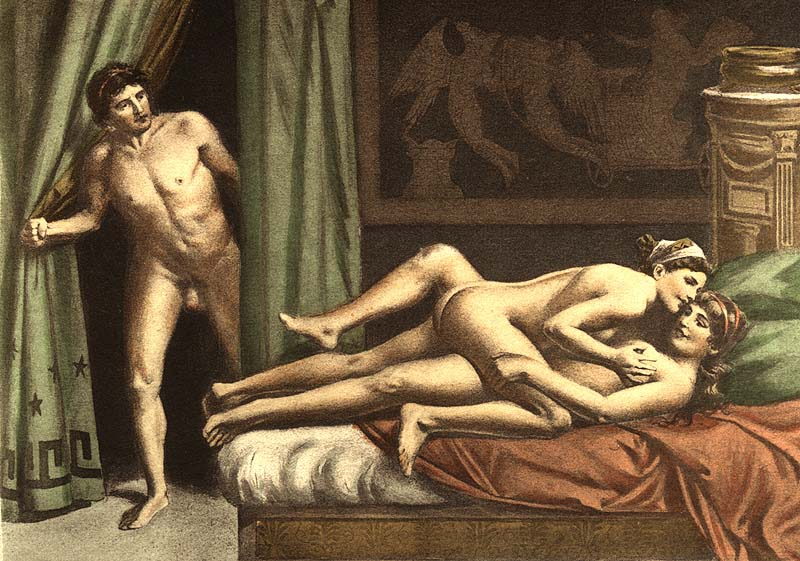
Một ví dụ về gợi dục đồng tính nữ của Édouard-Henri Avril.

Những ví dụ về nữ-nữ thường được nhận diện trong nghệ thuật kể chuyện: những lời thơ cổ xưa của Sappho; Những khúc ca của Bilitis (The Songs of Bilitis); tiểu thuyết, ví dụ như tác phẩm của Christa Winsloe, Colette, Radclyffe Hall và Jane Rule, và phim ảnh như Mädchen in Uniform. Gần đây hơn, gợi dục đồng tính nữ đã nở rộ trong lĩnh vực nhiếp ảnh và thơ của các tác giả như Patrick Califia và Jeanette Winterson.
Nghệ thuật gợi dục cùng giới ở nữ được thực hiện bởi các tác giả đồng tính nữ thường ít nổi bật về mặt văn hóa hơn những đại điện của gợi dục đồng tính nữ được sáng tác bởi tác giả không phải đồng tính nữ và dành cho lượng lớn độc giả, khán giả không phải đồng tính nữ. Ở phương Tây, điều này được thể hiện từ một ví dụ từ xưa như tiểu thuyết năm 1872 Carmilla, và cũng thể hiện trong  những bộ phim nổi tiếng như Emmanuelle, The Hunger, Showgirls, và nhất là trong văn hóa phẩm khiêu dâm. Ở phương đông, đặc biệt là ở Nhật Bản, chủ nghĩa đồng tính nữ là chủ đề của manga thể loại yuri.
Trong nhiều văn bản của thế giới nói tiếng Anh, người đồng tính nữ được thể hiện là người có nhu cầu tình dục cao nhưng cũng là kẻ hay săn đuổi và nguy hiểm (các nhân vật này thường là ma cà rồng) và điểm tập trung vào dị tính luyến ái thường được xác nhận lại ở cuối câu chuyện. Điều này cho thấy sự khác biệt với gợi dục cùng giới khi là sản phẩm của một nền văn hóa đại chúng hơn và nghệ thuật cùng giới được sáng tác bởi đàn ông và phụ nữ đồng tính.

## Những ví dụ tiêu biểu trong văn viết
Cũng có một truyền thống nổi bật của gợi dục cùng giới trong văn thơ.
Một ví dụ rõ ràng nhất trong văn học kinh điển phương Tây là những bài thơ sonnet của William Shakespeare. Mặc dù một số nhà phê bình đã đưa ra khẳng định, một số người khi cố gắng giữ gìn danh tiếng của văn chương Shakespeare vốn không có tính gợi dục, không nhà phê bình nào chống đối luận điểm rằng phần lớn những bài thơ sonnet của Shakespeare là về thi ca tình yêu nam-nam rất rõ ràng. Nghệ sĩ Phục hưng viết bằng tiếng Anh duy nhất khác đã làm điều này là nhà thơ Richard Barnfield, trong Người mục tử trìu mến (The Affectionate Shepherd) và Cynthia ông đã viết những vần thơ mang tính gợi dục cùng giới tương đối rõ ràng. Hơn nữa, những bài thơ của Barnfield giờ được công nhận rộng rãi là có ảnh hưởng lớn tới thơ của Shakespeare.
Truyền thống gợi dục nam-nam bao gồm những bài thơ của các nhà thơ lớn như Abu Nuwas, Walt Whitman, Federico García Lorca, Paul Verlaine, WH Auden, Fernando Pessoa và Allen Ginsberg.
Elisar von Kupffer's Lieblingminne und Freundesliebe in der Weltlitteratur (Tình yêu với người thương mến và Tình yêu giữa những người bạn trong Văn chương Thế giới) (1900)  và Edward Carpenter's Ioläus: An Anthology of Friendship (Tuyển tập về Tình bạn) (1902) là  tác phẩm đáng chú ý nhất trong hạng mục những tuyển tập gợi dục cùng giới được biết đến đầu tiên kể từ sau Tuyển tập Hi Lạp. Kể từ đó, nhiều tuyển tập đã được xuất bản.
Ở truyền thống nữ-nữ, có những nhà thơ như Sappho, "Michael Field", và Maureen Duffy. Emily Dickinson có gửi một số bài thơ và thư từ có chứa ngụ ý mang tính gợi dục cùng giới tới chị dâu Susan Huntington Gilbert.
Thư từ cũng là phương tiện truyền tải hiệu quả những tình cảm mang tính gợi dục cùng giới; những lá thư giữa Virginia Woolf và Vita Sackville-West, hai thành viên nổi tiếng của Hội Bloomsbury, chứa đầy những ngụ ý mang tính gợi dục cùng giới mà tiêu biểu là đoạn trích từ bức thư Vita gửi Virginia: "Em thu lại thành một thứ chỉ khao khát Virginia [...] Thật kì diệu làm sao, rằng với em chị đã trở nên thiết yếu đến nhường nào [...] Em không nên khiến chị yêu em hơn nữa bằng cách bộc lộ bản thân thế này -- Nhưng người yêu dấu của em, em không thể khôn ngoan hơn và lạnh lùng xa cách với chị: em yêu chị quá nhiều nên không sao làm vậy được." (21 tháng 1 năm 1926)
Hầu hết các tác phẩm điện ảnh đáng chú ý là những bức chân dung tươi sáng về những cảm giác gợi dục cùng giới trong các mối quan hệ, được thể hiện ở độ dài của phim, dùng cho mục đích triển lãm điện ảnh và được làm ra bởi những người đồng tính. Những bộ phim thành công có thể kể đến như là:: Mädchen in Uniform, Đức (1931); The Leather Boys, Vương quốc Anh (1964); Scorpio Rising, Hoa Kỳ (1964); Cái chết ở Venice, Ý (1971); Công chức khỏa thân, Vương quốc Anh (1975); Sebastiane, Vương quốc Anh (1976); Tàn nhẫn!, Canada (1977); My Beautiful Laundrette, Vương quốc Anh (1985); Maurice, Vương quốc Anh (1987); Kỳ nghỉ hè 1999, Nhật Bản, (1988); Mulholland Drive, Hoa Kỳ (2001); Núi Brokeback, Hoa Kỳ (2005); Thiên nga đen, Mỹ (2010); Carol, UK / USA (2015) và gần đây nhất là Moonlight USA (2016), và Call Me by Your Name, USA / Italy (2017). Cũng đáng nhắc đến là bộ phim dài phỏng theo Oranges Are Not the Only Fruit của đài BBC được công chiếu năm 1999.
Đọc: Danh sách những bộ phim có liên quan tới lesbian, gay, bisexual và chuyển giới.

## Ở Việt Nam
Gợi dục cùng giới xuất hiện sớm nhất trong văn học Việt Nam vào đầu thế kỉ XX, vào thời Pháp thuộc. Một số ví dụ tiêu biểu của văn học trước năm 1945 là nhân vật Chiêu trong Khung rêu của Nguyễn Thị Thụy Vũ, hay góa phụ Đào trong Hầu Thánh của Lộng Chương. Sự xung động cùng giới cũng có thể được tìm thấy ở một số hồi ký trong tù của một số nhà hoạt động cách mạng như Trần Huy Liệu, Nguyễn Đức Chính và Trần Văn Quế, Xuân Diệu, người nghi vấn là đồng tính, đã từng viết những tác phẩm hàm ý về gợi dục cùng giới như “Tình trai” hay “Giã từ tuổi nhỏ”. Sau này, Tô Hoài cũng kể lại chi tiết về một đêm với Huy Cận trong hồi ký “Cát bụi chân ai”
Kể từ những năm 2010, khi hình ảnh người cùng giới được đón nhận tích cực hơn trong mắt công chúng Việt Nam, một số bộ phim về hoặc có chứa yếu tố về gợi dục cùng giới đã được ra mắt như “Hot boy nổi loạn” năm 2011, "Lạc Giới" năm 2014, "Cầu Vồng Không Sắc" năm 2015, "Tao Không Xa Mày" năm 2017, “Song Lang” năm 2018, "Ngôi nhà Bươm Bướm" và “Thưa mẹ con đi” năm 2019,... Tất cả đều là các tác phẩm được đánh giá là hay nhất trong việc đưa gợi dục cùng giới lên phim ảnh.

## Sách giới thiệu chính
Văn học cổ đại và trung đại:
- Murray và Roscoe. Islamic Homosexualities: Culture, History, and Literature. (1997)
- JW Wright. Homoeroticism in Classical Arabic Literature (1997)
- Rictor Norton. The Homosexual Literary Tradition. (1974). (Greek, Roman & Elizabethan England).

Văn học sau năm 1850:
- Pages Passed from Hand to Hand: The Hidden Tradition of Homosexual Literature in English from 1748 to 1914 (1998) của David Leavit
- Love In Earnest; some notes on the lives and writings of English 'Uranian' poets from 1889 to 1930. (1970). của Timothy d'Arch Smith
- Michael Matthew Kaylor, Secreted Desires: The Major Uranians: Hopkins, Pater and Wilde (2006) Lưu trữ ngày 4 tháng 6 năm 2023 tại Wayback Machine, một tập học thuật ngắn dài 500 trang về những nhà văn thời Victoria trong thơ ca và văn xuôi Uran
- Gay Men's Literature in the Twentieth Century. (1993). của Mark Lilly.
- Lesbian Panic: Homoeroticism in Modern British Women's Fiction. (1997). của Patricia Juliana Smith.
- Gregory Woods.Articulate Flesh – male homoeroticism and modern poetry. \ (1989). (Các nhà thơ Hoa Kỳ).
- The letter of Vita Sackville-West to Virginia Woolf  của Vita Sackville-West. Louise De Salvo, Mitchell A. Leaska (1985)
- Congenial Spirits: The Selected Letters of Virginia Woolf Joanne  của Virginia Woolf, biên tập viên  Trautmann Banks. (Harcourt Brace, 1991)
- Joe Dowson. Past Thoughts and Precognition: Eroticism Through My Eyes của Joe Dowson (tự xuất bản cùng đồng tác giả D.Cameron, 2013)

Nghệ thuật thị giác
- Male Desire: The Homoerotic in American Art của Jonathan Weinberg (2005)
- Pictures and Passions: A History of Homosexuality in the Visual Arts của James M. Saslow (1999)
- The Homoerotic Photograph: Male Images, Delacroix to Mapplethorpe của Allen Ellenzweig (1992)
- Hard to Imagine: Gay Male Eroticism in Photography and Film from Their Beginnings to Stonewall của Thomas Waugh (1996)
- The Sexual Perspective: Homosexuality and Art in the Last 100 Years in the West của Emmanuel Cooper (1994)
- Lesbian Art in America: A Contemporary History của Harmony Hammond (2000)
- Fashioning Sapphism: The Origins of a Modern English Lesbian Culture của Laura Doan (2001)